# Diecéze Acireale
Diecéze Acireale je diecéze římskokatolické církve, nacházející se v Itálii (Sicílie).

## Území
Diecéze zahrnuje 18 měst metropolitního města Catania: Aci Bonaccorsi, Aci Castello, Aci Catena, Acireale, Aci Sant'Antonio, Calatabiano, Castiglione di Sicilia, Fiumefreddo di Sicilia, Giarre, Linguaglossa, Mascali, Milo, Piedimonte Etneo, Randazzo, Riposto, Sant'Alfio, Valverde a část Santa Venerina.
Biskupským sídlem je město Acireale, kde se nachází hlavní chrám katedrála Zvěstování Panny Marie.
Rozděluje se do 112 farností. K roku 2012 měla 227900 věřících, 135 diecézních kněží, 32 řeholních kněží, 9 trvalých jáhnů, 47 řeholníků a 270 řeholnic.

## Historie
Diecéze byla založena 27. června 1844 bulou Quodcumque ad catholicae religionis incrementum papeže Řehoře XVI.

## Seznam biskupů
- Gerlando Maria Genuardi (1872 - 1907)
- Giovanni Battista Arista C.O. (1907 - 1920)
- Salvatore Bella (1920 - 1922)
- Fernando Cento (1922 - 1926)
- Evasio Colli (1927 - 1932)
- Salvatore Russo (1932 - 1964)
- Pasquale Bacile (1964 - 1979)
- Giuseppe Malandrino (1979 - 1998)
- Salvatore Gristina (1999 - 2002)
- Pio Vittorio Vigo (2002 - 2011)
- Antonino Raspanti (od 2011)